# Зорица Божовић
Зорка Зорица Божовић (Београд, 13. август 1925 — Београд, 17. октобар 1941) била је учесница Народноослободилачке борбе.

## Биографија
Зорка Божовић, од оца Гојка и мајке Кристе, живела је у Београду, у Задарској улици број 8. Била је ученица Друге женске гимназије и Музичке школе „Станковић“, члан СКОЈ-а од 1940. Кад је почео рат, учествовала је у диверзантским акцијама. Са другарицом из петог разреда, Надом Анастасијевић, је покушала 26. јула 1941. да запали немачки камион паркиран у Симиној улици. Ухапшена, после саслушавања пребачена 3. септембра 1941. године у логору на Бањици, где је убрзо стрељана 17.октобра 1941. године.
Улица Зорице Божовић налази се у Јајинцима, на општини Вождовац у Београду. Спаја Булевар ослобођења и протеже се до Стојана Љубића 13, поред Булевара ослобођења. Ово је слепа улица.